# Roland Matthes
Roland Matthes (* 17. November 1950 in Pößneck; † 20. Dezember 2019 in Wertheim) war ein deutscher Schwimmer, Weltrekordhalter und vierfacher Olympiasieger und gilt als einer der erfolgreichsten und populärsten Sportler der DDR.

## Werdegang

### Schwimmkarriere
Roland Matthes ist bis heute der erfolgreichste Rückenschwimmer aller Zeiten. Über sieben Jahre – von April 1967 bis August 1974 – ging er aus allen Wettbewerben über die Rückendistanzen als Sieger hervor. Er gewann nacheinander vier Europameister- und drei Weltmeisterschaften und schwamm zwischen 1967 und 1973 insgesamt 19 Welt- und 29 Europarekorde. Während dieser Zeit beherrschte er die Weltelite im Rückenschwimmen so sehr, dass seine Vielseitigkeit als Weltklasseschwimmer oft vergessen wird. Er war über längere Zeit Europarekordhalter über 100 Meter Freistil, 200 Meter Lagen und 100 Meter Schmetterling. Mit Roland Matthes dominierte der SC Turbine Erfurt über Jahre die DDR-Schwimmwettbewerbe der Männer in diesen drei Lagen. Er trainierte bei Marlies Grohe.
Als Olympiateilnehmer 1968, 1972 und 1976 gewann er insgesamt acht Medaillen (4 × Gold, 2 × Silber, 2 × Bronze). Ihm gelang es bei den Olympischen Spielen 1968 und 1972, jeweils die Goldmedaillen über 100 Meter und 200 Meter Rücken zu erschwimmen. 1976 gewann er zusätzlich noch die Bronzemedaille über 100 Meter Rücken. Die Erfolge wurden abgerundet durch die Staffelsilbermedaillen 1968 und 1972 über 4-mal 100 Meter Lagen und eine Bronzemedaille über 4-mal 100 Meter Freistil.
Bei den Schwimmweltmeisterschaften 1973 in Belgrad wurde er der erste Weltmeister sowohl über 100 Meter als auch über 200 Meter Rücken. Außerdem konnte er mit der 4-mal-100-Meter-Lagenstaffel die Silber- und mit der 4-mal-100-Meter-Freistilstaffel die Bronzemedaille gewinnen.
Zwei Jahre später, bei den Weltmeisterschaften in Cali, verteidigte er seinen Titel über 100 Meter Rücken.
Bei den Europameisterschaften 1970 in Barcelona und 1974 in Wien dominierte er die Rückenwettbewerbe und gewann bei diesen beiden Meisterschaften alle vier Europameistertitel in diesem Schwimmstil. Außerdem wurde er in Barcelona noch Europameister mit der 4-mal-100-Meter-Lagenstaffel der DDR, Vizeeuropameister über 100 Meter Freistil und Bronzemedaillengewinner mit der 4-mal-100-Meter- und der 4-mal-200-Meter-Freistilstaffel. 1974 in Wien wurde er zusätzlich noch Vizeeuropameister über 100 Meter Schmetterling und Dritter mit der 4-mal-100-Meter-Freistilstaffel.
Roland Matthes war damit einer der großen olympischen Sportstars der DDR. Von 1967 bis 1971, 1973 und 1975 wurde er insgesamt siebenmal zum DDR-Sportler des Jahres gewählt. Im Jahr 1981 wurde er in die Ruhmeshalle des internationalen Schwimmsports aufgenommen. 2006 wurde er als erster und bis dahin einziger ehemaliger DDR-Sportler in die Hall of Fame des deutschen Sports berufen.

### Weiterer Werdegang
Matthes studierte von 1970 bis 1977 Sportwissenschaften und schloss als Diplom-Sportlehrer ab. Von 1978 bis 1984 studierte er in Jena Medizin. Matthes arbeitete in Marktheidenfeld als Orthopäde. Von 1985 bis 1989 gehörte er der medizinischen Kommission des IOC an.
Von 1978 bis 1982 war er mit der Schwimmolympiasiegerin Kornelia Ender verheiratet.
Am 6. April 2011 wurde die Erfurter Südschwimmhalle in seinem Beisein in „Roland-Matthes-Schwimmhalle“ umbenannt.
Roland Matthes starb im Dezember 2019 im Alter von 69 Jahren nach kurzer, schwerer Krankheit.

## Auszeichnungen (Auswahl)
- 1968 und 1970: Vaterländischer Verdienstorden in Silber
- 1972: Vaterländischer Verdienstorden in Gold
- 1976: Ehrenspange zum Vaterländischen Verdienstorden in Gold
- 2003: Georg von Opel-Preis in der Kategorie „Unvergessene Meister“
- 2006: Aufnahme in die Hall of Fame des deutschen Sports
- siebenmal Sportler des Jahres in der DDR (1967–1971, 1973, 1975)